# ۶۵۸۰۳ دیدیموس
۶۵۸۰۳ دیدیموس (به انگلیسی: 65803 Didymos، نامگذاری:1996GT) شصت و پنج هزار و هشتصد و سومین سیارک کشف شده‌است که در ۱۱ آوریل ۱۹۹۶ کشف شد.